# Blang Talon
Blang Talon is een bestuurslaag in het regentschap Aceh Utara van de provincie Atjeh, Indonesië. Blang Talon telt 619 inwoners (volkstelling 2010).